# Галкин, Вадим Николаевич
Вади́м Никола́евич Га́лкин (19 января 1974, Пермь — 15 мая 2021, Чайковский, Пермский край) — российский хоккеист, игравший в пермском клубе высших дивизионов России «Молот-Прикамье» (до 1997 года «Молот»). Работал преподавателем в  Чайковском государственном институте физической культуры.

## Биография
Вадим Николаевич Галкин родился 19 января 1974 года в городе Перми Пермской области, ныне город — административный центр Пермского края.
Воспитанник хоккейной школы пермского «Молота». Дебютировал в чемпионате СНГ (1991/1992) в клубе второй лиги «Россия» из Краснокамска и в клубе первой лиги «Молот» из Перми (клуб после успешного сезона стал в 1992 году одним из основателей Межнациональной хоккейной лиги).
В дальнейшем на протяжении всей карьеры был связан в основном с пермским клубом, в составе которого играл в Межнациональной хоккейной лиге (1992—1995) и Суперлиге российского чемпионата (1999—2003). Неоднократно возвращаясь в пермский клуб (а также в его «дубль»), представлял также клубы высшей и первой российских лиг из Соликамска, Кургана, Саратова, Кирово-Чепецка и Орска.
После завершения в 2009 году игровой карьеры тренировал юношеские команды Перми (ХК «Октан», в 2011—2015 годах — юноши 1998 года рождения, в 2013—2019 годах — юноши 2004 года рождения).
С 8 ноября 2010 года был президентом Пермской краевой общественной организации «Любительская хоккейная лига Прикамья». Организация ликвидирована 25 февраля 2019 года.
Работал преподавателем кафедры теории и методики зимних видов спорта Чайковского государственного института физической культуры и тренером студенческой сборной команды Пермского края «Физрук». Одновременно был старшим тренером в Муниципальном автономном учреждении «Спортивный комплекс «Темп».
Умер 15 мая 2021 года в городе Чайковском Пермского края от онкологического заболевания.